# Giro d'Italia de 1970
Giro d'Italia 1970 foi a quinquagésima terceira edição da prova ciclística Giro d'Italia (Corsa Rosa), realizada entre os dias 18 de maio e 7 de junho de 1970.
A competição foi realizada em 20 etapas com um total de 3.292 km.
O vencedor foi o ciclista belga Eddy Merckx. Largaram 130 competidores, cruzaram a linha de chegada 97 corredores.